# Les Habits neufs du président Mao
Les Habits neufs du président Mao. Chronique de la Révolution culturelle est un livre de Simon Leys, nom de plume de Pierre Ryckmans, publié en 1971 par Champ libre. Il fait partie de sa série d'essais sur la Chine. Le titre renvoie au conte de Hans Christian Andersen, Les Habits neufs de l'empereur.
La chronique traite des événements qui se sont déroulés en république populaire de Chine de février 1967 à octobre 1969, au plus fort de la révolution culturelle, alors que l'auteur se trouvait à Hong Kong, à l'époque colonie britannique.
À contre-courant de la vogue du maoïsme en France, ce texte a mis en avant, comme explication de la révolution culturelle, les luttes de pouvoir entre factions dirigeantes, et plus particulièrement la volonté de Mao de détruire le Parti communiste chinois afin de reprendre le pouvoir qui lui avait échappé depuis plusieurs années.

## Présentation
Le titre est une référence au conte de Hans Christian Andersen, Les Habits neufs de l'empereur, où un enfant dit candidement ce qu'il voit quand passe le grand-duc dans ses fameux habits neufs : « Mais le grand duc est tout nu ! ».
Pour Simon Leys : « De génération en génération, l’Occident a systématiquement ignoré les forces révolutionnaires qui se manifestaient en Chine, préférant à chaque fois soutenir l’ordre pourri contre lequel ces forces s’insurgeaient. ». Il présente plusieurs situations montrant que le monde occidental exprima son hostilité aux mouvements contestataires chinois entre le milieu du XIXe siècle jusqu’au début des années 1970, indiqua constamment son hostilité aux mouvements contestataires chinois. À partir de cette date, Mao Zedong ayant révélé « sa nature essentiellement archaïque et réactionnaire », ils le vénérèrent.
Pour le journaliste David Caviglioli, Simon Leys « montre la Révolution culturelle comme la fin sanglante et pathétique d’un coup d’État manqué, et Mao comme un vieil homme paniqué, incapable de construire ce grand État moderne qu’il a promis au peuple, craignant d’être évincé par l’élite compétente du pays, décidant donc de la massacrer. ». Pour Simon Leys, « la Révolution culturelle, qui n'eut de révolutionnaire que le nom, et de culturel que le prétexte tactique initial, fut une lutte pour le pouvoir menée au sommet entre une poignée d'individus derrière le rideau de fumée d'un fictif mouvement de masses »,.

#### Lettre ouverte à Mao Zedong
de Peng Dehuai le 14 juillet 1959
Dans cette Lettre, tout en feignant de reconnaître le succès du  Grand Bond en avant de 1958, Peng Dehuai ne manque pas une occasion d'en souligner les échecs et les méfaits. Il feint également de n'en accuser que les camarades, en usant du nous pour désigner les coupables dont l'expérience est  incomplète, la compréhension superficielle. Et surtout, 

« l'exaltation petite-bourgeoise qui nous rend trop aisément enclins aux erreurs gauchistes : en 1958, pendant le Grand Bond, beaucoup de camarades et moi-même nous sommes laissé enivrer par les résultats du grand bond et par la ferveur du mouvement de masse. Beaucoup de tendances gauchistes ont pris un développement considérable, dans notre impatience à trouver un raccourci vers le communisme... »

Simon Leys, d'après  l'édition Ding Wang : Peng Duhai Wenti Zhuan ji-Zhongong ennuya da geming zilia huitain, vol. 3, Hong Kong, 1969..

#### Lettre d'excuses à Mao Zedong
De Peng Dehuai après sa disgrâce le 9 septembre 1959.

#### Semonce à l'Empereur
par Hai Rui. Article de Wu Han.
L'article écrit sous forme de conte de sagesse est une allusion directe à l'injuste disgrâce qui frappe Peng Dehuai. Il sera ensuite adapté en un opéra classique : La Destitution de Hai Rui, œuvre qui sera elle-même à l'origine de la disgrâce de Wu Han. Le récit a lieu sous l'empereur Ming Jiajing (1507 – Pékin, 1567), onzième empereur de la dynastie Ming. Cet empereur « jouissait d'une inviolabilité absolue, son nom même (嘉靖) était tabou, tout caractère qui se retrouvait dans la composition de son nom devait être écrit avec l'un ou l'autre jambage en moins » (…) Donc cet homme inaccessible reçoit une semonce sévère d'un de ses sujets qui l'accuse de pressurer son peuple jusqu'au dernier sou et de perdre son temps à adresser des lettres aux esprits. Hai Rui accompagne sa lettre d'un mémoire sur la situation politique du pays, et somme le souverain de répondre à cette question : « Valez-vous mieux que l'empereur Wendi des Han ? ». Furieux, Jiajing s'apprête à punir l'insolent, mais l'eunuque Huang Jin lui annonce que Hai Rui attend tranquillement la mort chez lui. Et Jiajing de s'exclamer « Cet homme est vraiment de la trempe de Bi Gan (en) ». La réputation de Hai Rui lui vaut une très grande sympathie populaire, et lorsqu'il est calomnié auprès de l'empereur, des érudits prennent sa défense. Pour finir, Hai Rui est adoré des masses ; il s'oppose à la corruption et au gaspillage, il soulage les misérables, abolit les privilèges. il combat les forces obscurantistes de la réaction. Et Wu Han (alias Liu Mianzhi) considère qu'on ferait bien de l'imiter.

#### Fragments de la déposition de Peng Dehuai durant son procès
28 décembre 1966- 5 janvier 1967

#### Interrogatoire de Pu Anxiu
Femme de Peng Dehuai, Pu Anxiu est interrogée pendant le procès de l'accusé.

## Sources de l'ouvrage
Simon Leys n'indique ses sources qu'en 1972, après la parution de la première édition de son livre. Dans la presse communiste chinoise, ce sont : Renmin ribao (Le Quotidien du Peuple), Hong qi (Drapeau rouge), Jiefang jun bao (journal de l'Armée populaire de libération), Wenhui bao. Simon Leys utilise aussi les publications des Gardes rouges. Pour la presse de Hong Kong, il lit Da gong bao, journal officiel du régime communiste, Ming bao (Gauche indépendante), Xingdao ribao (droite)... Simon Leys cite aussi les sources des annexes, avec de nombreux documents relatifs à l'affaire Peng Dehuai. Pour les biographies, Simon Leys utilise le Biographical Dictionary of Republican China de Boorman, le Who's Who in communist China, Huang Zhenxia , Zhonggong junren zhi et China News Analysis, un bulletin d'informations rédigé et publié à Hong Kong par le père jésuite László Ladány dont Leys fait un vif éloge :« Grâce aux voyageurs réguliers, aux immigrants clandestins, aux anciens gardes rouges ayant échappé à la répression, aux habitants gardant des contacts familiaux, aux journalistes ou aux chercheurs comme le père Ladany, ce jésuite d'une science extraordinaire qui faisait paraître le périodique China News Analysis, à Hong Kong on disposait vraiment de données précises et variées sur la réalité chinoise ».
À propos de cette période, Simon Leys dira : « Le Monde m'accusa de répandre des mensonges fabriqués par la CIA ». Dans son ouvrage Libération, un moment d’ivresse : 1973-1981, le journaliste Alain Dugrand, un des créateurs de Libération, considère que ces accusations ont pour origine les « maos de la gauche prolétarienne ».
Dans sa dénonciation de la révolution culturelle et, entre autres choses, du sort réservé par celle-ci aux milliers de chrétiens, catholiques comme protestants, Pierre Ryckmans s'est inspiré du bulletin hebdomadaire China News Analysis publié à Hong Kong par le sinologue jésuite hongrois László Ladány, directeur d'un centre recueillant et analysant les informations sur la situation en Chine à l'époque : « Le fait est que c’est le P. Ladany qui a inspiré à Pierre Ryckmans, lui qui était un spécialiste de la littérature classique chinoise, toute sa vision de la Révolution culturelle par le biais de China News Analysis. » Toutes les ambassades et consulats étaient abonnés à ce bulletin, « remarquablement bien informé et de très haut niveau » selon l'agence de presse Églises d'Asie, et qui professait que la révolution culturelle était « un conflit de personnes et une immense lutte pour le pouvoir ». Pierre Ryckmans, qui a reconnu — tardivement  — s'être inspiré des numéros 759, 761, 762, 763 (mai à juillet 1969) pour écrire Les habits neufs du président Mao, est parvenu à relayer en Europe et aux États-Unis les propos du père Ladány qui, jusque-là, prêchait dans le désert. Pour l'universitaire et écrivain néerlandais Ian Buruma, Pierre Ryckmans, à Hong Kong, n'a fait qu'écouter des amis chinois et « lire chaque jour un ou deux quotidiens chinois au petit déjeuner » (comme il le dit lui-même) mais aussi puiser dans les informations du bulletin hebdomadaire en anglais China News Analysis du père jésuite László Ladány. Le journaliste hongkongais Alex Lo, dans un article d'opinion publié sur le site du South China Morning Post, explique le regard lucide que porte Ryckmans sur la révolution culturelle par le fait que celui-ci observait la Chine depuis Hong Kong et était fervent lecteur de l'hebdomadaire China News Analysis du père Ladany. En 1991, dans The New York Review of Books, Simon Leys lui-même rapporte que tous les spécialistes de la Chine dévoraient le bulletin hebdomadaire du père Ladany et que beaucoup le pillaient mais qu'en général ils faisaient bien attention à ne pas déclarer leur dette à son égard ni à mentionner son nom. Le père Ladany, narquois, observait tout ce cirque avec détachement.
Le journaliste Francis Deron du Monde indique à propos de ces sources qu'il s'agit : « Des démarquages de poncifs sur des feuilles de papier calque fournies par des services de propagande de Pékin eux-mêmes déboussolés.[...] En fait, Leys ne faisait que  lire sans lunettes déformantes la presse du régime et ses émanations, toutes bien assez éloquentes pour permettre de dresser de premiers constats. ».

## Accueil de l'œuvre
La dénonciation par Simon Leys du régime maoïste lui a valu quelques inimitiés. « On a entendu s'élever, en France, des clameurs stridentes lorsque Simon Leys, un des plus grands sinologues contemporains, a osé soutenir, pièces en main, qu'un tournant obscur s'accomplissait dans le secret de la Cité interdite, que la lutte pour le pouvoir faisait rage au sommet », écrit l'écrivain Claude Roy.
Hervé Hamon et Patrick Rotman décrivent dans quel état d'esprit se trouvaient les maoïstes parisiens au moment de la publication du livre de Simon Leys. Maria Antonietta Macciocchi venait de faire paraître un ouvrage sur une Chine idyllique, De la Chine : « Impossible d'admettre à l'automne 1971, que l'armée soit capable, en Chine, de massacrer des gardes rouges. La vraie, l'unique Révo-Cu, c'est celle qu'a rencontrée lors de sa visite guidée, l'ambassadrice italienne »

« Le livre De la Chine est accueilli dévotement par une intelligentsia prompte à chercher du côté de Pékin une patrie de rechange. Selon la députée italienne de Naples, ce qui était en œuvre, là bas, (…) était l'accomplissement d'une authentique révolution prolétarienne. Lorsque l'ancien situationniste René Viénet (également sinologue), fait paraître aux éditions Champ libre l'ouvrage de Simon Leys, le cœur des maoïstes français ne balance pas une seconde : on lui préfère Macciocchi. »

Ce n'est que vers la fin des années 1980 que les virulents écrits de Simons Leys sont enfin salués, surtout au moment des massacres de Tian'anmen, comme une entreprise visionnaire et salutaire, même par ses plus ardents détracteurs, qui pourtant, comme l'indique Philippe Forest, n'exprimeront jamais le moindre regret : « Oubliant les tonitruantes déclarations de l’automne 1971, c’est avec une grande discrétion que Tel Quel prendra ses distances à l’égard du maoïsme ». Le numéro 66 de l’été 1976 voit encore la publication de deux poèmes du Grand Timonier, traduits par Philippe Sollers, ainsi que d’un article d’Alain Peyraube sur la révolution de l'enseignement en Chine. Le numéro 68 de l’hiver 1976 se conclut par une note lapidaire sur le maoïsme.
« Des informations continuent à paraître, ici et là, sur le “maoïsme” de Tel Quel. Précisons donc que si Tel Quel a en effet, pendant un certain temps, tenté d’informer l’opinion sur la Chine, surtout pour s’opposer aux déformations systématiques du PCF, il ne saurait en être de même aujourd’hui. Cela fait longtemps, d’ailleurs, que notre revue est l’objet d’attaques de la part des “vrais maoïstes”. Nous leur laissons volontiers ce qualificatif. Les événements qui se déroulent actuellement à Pékin ne peuvent qu’ouvrir définitivement les yeux des plus hésitants sur ce qu’il ne faut plus s’abstenir de nommer la “structure marxiste”, dont les conséquences sordides sur le plan de la manipulation du pouvoir et de l’information sont désormais vérifiables. Il faudra y revenir, et en profondeur. Il faut en finir avec les mythes, tous les mythes. »
Le journaliste du Monde Francis Deron indique, en 2008, à propos des sources utilisées par les auteurs occidentaux pro-maoïstes de l'époque qu'il s'agissait de « démarquages de poncifs sur des feuilles de papier calque fournies par des services de propagande de Pékin eux-mêmes déboussolés.[...] En fait, Leys ne faisait que lire sans lunettes déformantes la presse du régime et ses émanations, toutes bien assez éloquentes pour permettre de dresser de premiers constats. ».

### Réactions négatives
Dans les années 1970, la publication des ouvrages de Simon Leys sur la Chine provoque l'hostilité des milieux maoïstes français. À l'université de Vincennes, le stand de la maison d'édition est démoli par des militants maoïstes, qui détruisent également tous les exemplaires du livre, raconte Gérard Guégan, alors directeur littéraire chez Champ libre.
Simon Leys donne lui-même une liste non exhaustive des intellectuels admirateurs de Mao qui écrivaient en toute méconnaissance de la réalité du régime chinois : Maria Antonietta Macciocchi, Philippe Sollers, Julia Kristeva, Michelle Loi, Alain Bouc, Charles Bettelheim. Il note que « l'idée de réimprimer leurs essais chinois ne pourrait venir qu'à leurs ennemis ».
Mais alors que l'intelligentsia parisienne compte de nombreux admirateurs de Mao (Jean-Paul Sartre, Roland Barthes, Michel Foucault, Benny Lévy, Jean-Claude Milner, André Glucksmann, l'homme politique Alain Peyrefitte, le philosophe Alain Badiou, le père Jean Cardonnel, les sinologues Lucien Bianco, Jean-Luc Domenach et Léon Vandermeersch), aucune éminente personnalité ne souhaite débattre avec lui, tant elle serait sûre d'être rapidement contredite par ce spécialiste incontesté de l'Asie. De ce fait, ce sont des intellectuels secondaires qui lui répondent, souvent sur le registre de la calomnie ou du mépris.

#### Alain Bouc
Le journaliste et économiste Alain Bouc, qui a séjourné 32 mois en Chine comme correspondant du quotidien Le Monde, qualifié de « maoïsant aveugle » par le sinologue Claude Hudelot, écrit à propos du livre de Simon Leys : « Une nouvelle interprétation de la Chine par un « China watcher » français de Hongkong travaillant à la mode américaine. Beaucoup de faits, rapportés avec exactitude, auxquels se mêlent des erreurs et des informations incontrôlables en provenance de la colonie britannique. Les sources ne sont d'ordinaire pas citées, et l'auteur n'a manifestement pas l'expérience de ce dont il parle. La Révolution culturelle est ramenée à des querelles de cliques ».
Selon Pierre Boncenne, l'expérience des affaires chinoises d'Alain Bouc se limitait à la lecture de Pékin Information en version française, car ce proche du dominicain Jean Cardonnel, adepte de la théologie de la libération, ne pratiquait pas la langue chinoise.

#### Jean Daubier
Interrogé par la revue Tel Quel à l'été 1972, le sinologue et journaliste du Monde diplomatique Jean Daubier, qui a vécu et travaillé en Chine pendant la révolution culturelle (de 1966 à l'été 1968)  et qui est l'auteur d'une Histoire de la révolution culturelle prolétarienne en Chine, parue en 1970 (qualifié de « promaoïste » par l'historienne Camille Boullenois), estime, pour sa part, que Les Habits neufs du président Mao « a été écrit par un de ces censeurs "de gauche" du maoïsme » et « qu'il n'est pas des meilleurs ». Et d'expliquer : « C'est une anthologie de ragots circulant à Hong-Kong depuis des années et qui ont une source américaine très précise. Il est significatif que l'auteur n'ose guère citer ses sources [...] Cela frise le charlatanisme »,.
Toujours selon Daubier, « La thèse selon laquelle Mao avait perdu le pouvoir n'est pas démontrée et paraît fort contestable. » Il ajoute, dans un compte rendu du livre de Leys publié le 13 décembre 1971 dans Le Nouvel Observateur, que cette thèse « sert de fondement à une autre théorie, selon laquelle la révolution culturelle fut un coup d'État de Mao contre le Parti appuyé par l'armée », théorie reprise par Simon Leys. Il relève des « erreurs factuelles » à côté de ces « affirmations gratuites », par exemple que le plan de Pen Cheng (février 1966) avait été approuvé par le Comité central ou qu'un commandement unifié avait été imposé aux gardes rouges. Il affirme aussi que les cadavres décapités trouvés dans les eaux de Hong-Kong en 1968 étaient non pas ceux d'activistes cantonais, comme le soutient Leys, mais le résultat des exactions de groupes de civils divisés en factions antagonistes.

#### Philippe Sollers
Dès la parution du livre Les habits neufs du président Mao, Simon Leys est critiqué par les membres de la revue Tel Quel, dont Philippe Sollers est un des principaux animateurs. Simon Leys qualifiait ces contradicteurs de « maoïstes mondains ». Ce n'est que trente ans plus tard que Philippe Sollers reconnaîtra la justesse des analyses de Simon Leys : « Trente ans ont passé, et la question reste fondamentale. Disons-le donc simplement : Leys avait raison, il continue d’avoir raison, c’est un analyste et un écrivain de premier ordre, ses livres et articles sont une montagne de vérités précises... ».

#### Patrice Gélard
Écrivant en 1973 dans la Revue de l'Est, Patrice Gélard, professeur à l'université de Lille II, voit dans Les Habits neufs du président Mao « une thèse [...] qui bien que non convaincante demeure amusante (insolente diraient même certains) ».

#### Edward Friedman
Dans un article intitulé « Simon Leys hates China, America loves Simon Leys », paru en 1978 dans le bulletin du Committee of Concerned Asian Scholars (en), le politologue américain Edward Friedman, professeur à l'université du Wisconsin à Madison, se livre a une critique détaillée des idées avancées par Leys sur la révolution culturelle dans The Chairman's New Clothes et Chinese Shadows. Selon Friedman, Leys, en fonction de ce qu'il veut démontrer, défend avec la même véhémence des points de vue contradictoires lorsqu'il affirme 1/ que Mao a repris la totalité du pouvoir, ou 2/ que les militaires ont pris le pouvoir au moyen d'un coup d'État, ou encore 3/ qu'une poignée de membres du parti sont les vrais maîtres du régime. Il en déduit que la logique et la cohérence ne sont pas les points forts de Leys.
Toujours d'après Friedman, Leys traite de la modernisation de la Chine comme s'il s'agissait d'un crime contre sa civilisation, il veut donner au lecteur l'impression que le maoïsme est résolu à détruire la culture chinoise. Pourtant, la véracité de certaines de ses affirmations sur des destructions est mise en doute par les témoignages d'un visiteur ultérieur. Ainsi, alors que Leys prétend qu'à Hangzhou la tombe de Su Hsiao-hsiao « a complètement disparu sans laisser la moindre trace », un chercheur australien, l'historien Ross Terrill (en), se rend sur place et décrit l'édifice. De même, alors que Leys déclare qu'il ne reste de la Société de gravure des sceaux que le pavillon, le même Ross Terrill, qui se transporte sur place, décrit cette société comme continuant ses activités « malgré les coups de la révolution culturelle ».
Se saisissant du fait que Leys assimile l'arasement des remparts de Pékin et l'ouverture de grands boulevards rectilignes à « des atrocités dignes de Hitler ou de Genghis Khan » – il faut savoir, ainsi que l'indique Isabel Hilton (en), que lors de son séjour de six mois à Pékin, Leys passa une journée à chercher les anciennes portes de la ville avant de constater, incrédule et effondré, qu'elles n'étaient plus, Friedman fait valoir que les Chinois acquis à la modernisation, même parmi ceux hostiles au régime, ne ressentent pas la chose ainsi. Pour le critique, contrairement à Leys, les Chinois voient de la beauté dans les lignes droites et les angles droits et essaient de rebâtir leurs villes en conséquence.

#### Jean-François Revel
Dans la préface écrite pour l’un des livres de Simon Leys et que l’on trouve dans Essais sur la Chine (collection « Bouquins », Robert Laffont, 1998), Revel écrivait : « Observateur, historien, et penseur, Leys reste au long de  ces pages surtout un homme, et un écrivain chez qui la science et la clairvoyance se mêlent merveilleusement à l’indignation et à la satire. Ne cessons pas de relire ces œuvres, pour constater qu’au siècle du mensonge, parfois, la vérité relève la tête et éclate de rire. ».

#### René Étiemble
L'universitaire René Étiemble défend Simon Leys « en face de tous les intellectuels maoïstes ». Il fait l'éloge de l'ouvrage : « c'est un passionné de la culture chinoise qui analyse, jour par jour, les péripéties de la soi-disant, de la prétendue « révolution culturelle ». [...] Depuis L'Aveu de London, je n'ai rien lu de plus bouleversant dans l'ordre du politique,. René Étiemble, soutien de la révolution culturelle à ses débuts, s'adresse aux lecteurs bienveillants pour celle-ci, il estime que Simon Leys présente deux avantages : « Trop pondéré pour partager les illusions des jeunes gens intelligents et généreux, mais qui ne connaissent rien au maoïsme; trop étranger aux sectes politiques pour adopter aveuglément le maoïsme comme le font les transfuges du parti communiste français ».
Pourtant, si René Etiemble remet un compte rendu de lecture enthousiaste du livre au Nouvel Observateur, celui-ci est censuré en partie et le journal demande à Daubier, considéré comme un « véritable ami du peuple chinois », de démolir le livre de Simon Leys.

#### Pierre Souyri
De façon plus mitigée, en 1973, l'écrivain marxiste Pierre Souyri, spécialiste de la Chine et qui voit dans le régime communiste sous Mao Zedong une « manipulation bureaucratique des foules et instrument du remodelage étatique des consciences, dans le totalitarisme le plus extrême », trouve que si Leys, dans Les Habits neufs du Président Mao, « a écrit une chronique souvent minutieusement informée sur certains des aspects de la crise chinoise ». « Il sait restituer l'atmosphère de ruses et d'intrigues sournoises qui empoisonne les régimes bureaucratiques, détecter les réalités qui se cachent derrière les paravents idéologiques, démasquer les manœuvres que dissimulent les querelles doctrinales, montrer les incohérences et l'inauthenticité des accusations forgées contre tel ou tel des adversaires à abattre », en revanche son « interprétation des événements n'est pas convaincante », et l'« on n'est pas du tout persuadé qu'il ait identifié les véritables déterminations des antagonismes qui ont déchiré les milieux dirigeants de la Chine ». Si Mao n'avait été que le « fétiche de bois » réduit à l'impuissance dont parle Leys, comment aurait-il pu mettre en place, se demande Souryi, un appareil de coup d'État à l'insu de ses adversaires et déclencher un mouvement de masse aussi ample pour satisfaire ses ambitions personnelles ? Pour Souyri, il se pourrait bien que l'irrationalité des comportements d'une nation tout entière que supposent les explications fournies par Leys, « ne tienne qu'aux interprétations insuffisantes et probablement erronées » de ce dernier.

## Réactions ultérieures et posthumes

### Un ouvrage de référence
Francis Deron, journaliste du Monde, qualifie cet essai, d'ouvrage réaliste, une « époustouflante vivisection » d'une Chine inconnue de ceux-là mêmes qui la considéraient comme un exemple. Ainsi, Simon Leys prévoit la chute de Lin Biao, le successeur désigné de Mao Zedong.
Le sinologue Alain Roux considère que des ouvrages comme  La Vie privée du président Mao de Li Zhisui ou  Les Habits neufs du président Mao de Simon Leys, ont permis « de sortir la biographie de Mao du genre hagiographique et de faire de Mao un objet d’histoire ».
Pour les universitaires Roderick Mac Farquhar et Michael Schoenhals, auteurs de  La Dernière Révolution de Mao. Histoire de la Révolution culturelle 1966-1976, Simon Leys fut le seul des intellectuels occidentaux à « appeler un chat un chat ».
Le sinologue François Danjou estime que Simon Leys révèle dans l'ouvrage, la volonté de Mao Zedong de détruire les « traces de l'ancienne culture chinoise systématiquement qualifiée de « féodale », attisant sans retenue la fureur du peuple et sa rage meurtrière contre les livres, les temples [...] ».
Le journaliste Bernard Pivot se dit stupéfait par l'accueil du livre de Simon Leys, surtout à Paris : « mépris, calomnies, accusations de charlatanisme, de corruption par l'Amérique… ». Cet essai « brisait le mythe d'une Chine enchantée par la Révolution culturelle ». Ses détracteurs s'employèrent donc à discréditer ou réduire au silence Simon Leys. Bernard Pivot qualifie Simon Leys d'« homme de vérité, de courage, intellectuel intransigeant avec le crime, l'imposture et la bêtise ».
Pour le sinologue Jean-Philippe Béja, à l'époque il était bien vu dans les « cercles intellectuels parisiens » d'idolâtrer Mao Zedong. Il fallait du « courage » pour écrire que la révolution culturelle n'avait rien de révolutionnaire, son objectif étant de conforter le « culte du Grand Timonier », et qu'elle était sans rapport avec la culture, rien n'ayant été produit dans ce domaine : « Il ne laissait pas la possibilité de persévérer dans la maolâtrie, d’autant plus que ce n’était pas l’œuvre d’un « réactionnaire » : Simon Leys ne cessait de montrer que la Révolution culturelle n’avait rien eu de révolutionnaire puisqu’elle avait renforcé le culte du « Grand Timonier »,  et rien de culturel puisqu’elle n’avait rien créé dans ce domaine. Et à l’époque où il était de bon ton de professer l’amour de Mao Zedong dans les cercles intellectuels parisiens (n’est-ce pas Philippe Sollers, Julia Kristeva ?) il fallait un certain courage pour publier un tel texte. »
Selon Pierre Haski, Simon Leys voit dans le « Grand Timonier » « un empereur autocrate rompu aux intrigues et aux manipulations, obsédé par la destruction frénétique de toutes les traces de l’ancienne culture chinoise systématiquement qualifiée de féodale », Mao Zedong veut détruire « les livres, les temples et d’innombrables Chinois de la classe moyenne, professeurs, fonctionnaires et intellectuels accusés d’être les suppôts de l’ancienne Chine impériale ». Des cadres du Parti sont éliminés dont le président de la République Liu Shaoqi et le général Peng Dehuai : « Sous la plume de Simon Leys, le « Grand Timonier » apparaît pour ce qu’il est : un empereur autocrate rompu aux intrigues et aux manipulations, obsédé par la destruction frénétique de toutes les traces de l’ancienne culture chinoise systématiquement qualifiée de « féodale », attisant sans retenue la fureur du peuple et sa rage meurtrière contre les livres, les temples et d’innombrables Chinois de la classe moyenne, professeurs, fonctionnaires et intellectuels accusés d’être les suppôts de l’ancienne Chine impériale qui ont accompagné dans leur chute aux abîmes quelques hauts dirigeants du Parti dont le président de la République lui-même Liu Shaoqi et le général Peng Deng Huai, héros de la guerre civile contre Chang Kai Chek dans le Jiangxi puis au Xinjiang, commandant militaire en Corée puis ministre de la défense. ».
Philippe Paquet, journaliste à La Libre Belgique et sinologue, souligne le « rôle précurseur et central » de Simon Leys dans la description de la gouvernance maoïste et de ses suites jusqu’aux manifestations de la place Tian'anmen de 1989. Ses dénonciations des « tyrans » de Pékin sont l'expression des droits de l'homme. Simon Leys critique « leurs courtiers » occidentaux pour leur ignorance du régime maoïste. Si « Nixon et Kissinger, S.A. Le Shah d’Iran, les philosophes de Tel Quel » considèrent Mao comme un « génie », ils doivent connaître leur sujet. Son décryptage de la révolution culturelle et des pratiques du régime communiste chinois lui attira la « haine tenace » de ses contradicteurs européens, notamment parisiens. Mais son talent littéraire permet à ses Essais sur la Chine d’être toujours estimés.

### Un contenu toujours controversé
Le philosophe maoïste Alain Badiou voit dans Simon Leys, « l'organisateur principal de la sinologie anti-maoïste », dont l'essai de 1971, Les Habits neufs du président Mao, « fit figure de bombe iconoclaste ». Et d'ajouter : « Que Simon Leys soit honoré comme l'avant-garde courageuse de l'esprit renégat et contrerévolutionnaire rend certes justice au courage d'opinion qui fut le sien, et dont ses sectateurs, tous maoïstes repentis, ne firent jamais preuve – ni à l'époque,  quand « tout le monde » était maoïste, et eux aussi, ni aujourd'hui, quand ce même « tout le monde » n'est composé que de repentis, ce qu'ils s'empressent d'être –, mais ne peut convaincre que ses livres soient excellents. Que le lecteur s'y reporte, et juge ». Pour Badiou, Les Habits neufs du président Mao est une « brillante improvisation idéologique de Simon Leys dépourvue de tout rapport au réel politique » et « le prototype presque définitif » de  « libelles propagandistes » sur la révolution culturelle, libelles qu'il oppose aux « études sérieuses » qui « existent bel et bien, souvent en tant que travaux académiques dans les universités américaines », à savoir La Commune de Shanghai de Hongsheng Jiang (La Fabrique, 2014), The Politics of the Chinese Cultural Revolution de Hong Yung Lee (University of California Press, 1978) et Shanghai Journal, an Eyewitness Account of the Cultural Revolution de Neale Hunter (Frederick A. Praeger, Publishers, 1969),.
À propos d'une citation d'Alain Badiou ; « S’agissant de figures comme Robespierre, Saint-Just, Babeuf, Blanqui, Bakounine, Marx, Engels, Lénine, Trotski, Rosa Luxemburg, Staline, Mao Tsé-toung, Chou En-lai, Tito, Enver Hoxha, Guevara et quelques autres, il est capital de ne rien céder au contexte de criminalisation et d’anecdotes ébouriffantes dans lesquelles depuis toujours la réaction tente de les enclore et de les annuler », Simon Leys rappelle le proverbe chinois « Ne prenez jamais la bêtise trop au sérieux » tout en regrettant l'absence de Pol Pot de ce panthéon. Dans les années 1970, Alain Badiou avait effectivement affiché sa sympathie pour le régime de Pol Pot et des Khmers rouges.
En 2013, Marianne Bastid-Bruguière, membre de l'Institut de France, dans sa préface au livre de l'historienne Camille Boullenois, La révolution culturelle chinoise sous le regard des Français (1966-1971), fait remarquer que l'auteur des Habits neufs s'est trompé en affirmant que Mao avait été dépouillé de tout pouvoir entre 1959 et 1965, « comme le prétendait la propagande chinoise ». Marianne Bastid-Bruguière rappelle en outre, que Simon Leys annonçait qu'« une révolution prolétarienne se prépar[ait] en Chine et [qu']un pouvoir rouge finira[it] bien par y exister ». Elle ajoute qu'« on ne saurait lui tenir rigueur que sa prophétie ne se soit point encore réalisée, mais elle révèle quelques présupposés théoriques ». Elle trouve que l'essentiel du livre est occupé par « une chronique assez indigeste des événements politiques chinois depuis 1965, qui ne pouvait guère captiver que des experts » et qui, « à l'expérience du temps, se révèle moins fiable que celle des diplomates en Chine ». Elle voit Les Habits neufs moins comme « un tournant, une rupture, comme on l'a souvent prétendu » que comme « une des figures successives des savoirs sur la Chine ». Elle trouve par contre le deuxième essai, Ombres chinoises, « d'une facture très supérieure à l'ouvrage précédent » et celui qui fit connaître Leys hors d'Europe et notamment outre-Atlantique. Pour Camille Boullenois, les ouvrages Les Habits neufs du président Mao et Ombres chinoises « constituent sans doute le témoignage le plus lucide de l'époque ».
Pour le journaliste et écrivain Ian Buruma, au fil des ans, Leys a essuyé les attaques de critiques qui lui reprochaient d'être élitiste, la copie conforme occidentale du lettré chinois, un esthète qui se préoccupe moins des gens que de la belle culture, plus des remparts et des temples que des pauvres Pékinois forcés de vivre dans des ruelles sombres et sordides sous le joug d'autocrates et de superstitions moyenâgeuses.
Au contraire, pour le sinologue Gregory B. Lee (en), Simon Leys ne s'est pas limité « à la seule observation et critique de la Chine », mais comme « socialiste » et « humaniste », il s'est intéressé aux Chinois en tant qu'êtres humains. Il voit dans la Chine une « partie intégrale de l'histoire vécue et du présent de notre propre humanité ».
Pour le philosophe Jean-Claude Michéa, c'est la « liberté d’esprit » de Simon Leys qui a « conduit la police de la pensée de l’époque » à lui faire ces procès. Jean-Claude Michéa cite l'écrivain anglais George Orwell qui évoquait « ces petites idéologies malodorantes qui rivalisent maintenant pour le contrôle de notre âme » [...] « On ne doit pas chercher plus loin les raisons qui ont conduit la police de la pensée de l’époque - elle se renouvelle malheureusement de génération en génération - à lui faire si chèrement payer le prix de cette indomptable liberté d’esprit. Pour autant, la certitude déprimante qu’un esprit libre devra toujours affronter, tôt ou tard, les calomnies et les manœuvres de tous les partisans de «ces petites idéologies malodorantes qui rivalisent maintenant pour le contrôle de notre âme» (Orwell) ne devrait dissuader personne de servir honnêtement la vérité. Après tout, qui se souvient encore, aujourd’hui, des Alain Bouc ou des Michelle Loi? Pas même leurs innombrables clones devenus pourtant plus puissants que jamais. »
Pour Gérard Leclerc, philosophe royaliste, « Simon Leys avait pulvérisé la légende dès 1971 avec un grand livre intitulé Les habits neuf du président Mao. En pleine surchauffe idéologique, c’était plus qu’un pavé dans la mare, c’était la révélation crue d’une immense imposture, celle qui avait transformé un monstrueux bain de sang en épopée absolue. » .
L'homme politique australien Kevin Rudd, dépeint Simon Leys comme pouvant être « des plus dogmatiques » : lorsque, à partir de 1978, Deng Xiaoping, mettant un terme définitif à la révolution culturelle, changea fondamentalement la Chine, Pierre Ryckmans eut du mal à admettre que des changements authentiques, pérennes et positifs aient pu intervenir pendant cette période de « réforme et d'ouverture ».

## Récompense
Prix Jean Walter, prix d’histoire et de sociologie, de l'Académie française en 1975.

## Publication

### Photographie de couverture
La photographie de la couverture était celle  du Président Mao avec son grand manteau prise, en 1954, sur la plage de Beidaihe, lieu de villégiature de l'élite chinoise. Il s'agit de l'œuvre de la photographe officielle de Mao entre 1949 et 1962, madame Hou Bo. Celle-ci sera éliminée par Jiang Qing, femme de Mao, et passera trois ans en laogai.

### Édition
Le texte des Habits neufs du président Mao est repris dans les Essais sur la Chine.